# مجزرة مستشفى المعمداني
مجزرة مستشفى المعمداني وتُعرف كذلك باسمِ مجزرة المستشفى الأهلي العربي هي مجزرةٌ ارتكبها سلاح الجوّ الإسرائيلي حينما أغارَ على المستشفى الأهلي العربي «المعمداني» في حي الزيتون جنوب مدينة غزة في ساعات الليل الأولى من يوم السابع عشر من أكتوبر (تشرين الأول) 2023. أصابت الغارةُ الجوية الإسرائيلية العنيفة ساحة المستشفى التي كان فيها العشرات من الجرحى فضلًا عن مئات النازحين المدنيين وأغلبهم من النساء والأطفال. سبَّبَت المجزرةُ الإسرائيلية كارثةً حقيقية؛ إذ مزَّقت أجسادَ الضحايا وجعلتهم أشلاء متفرِّقة ومحترقة، فيما تحوَّل المستشفى إلى بِركة من الدماء. يُعَدُّ المستشفى الأهلي العربي المعمداني أحدَ أقدم مستشفيات قطاع غزَّة، ويتبع للكنيسة الأسقفية الأنجليكانية في القدس.
كانت قوَّات الاحتلال قد وجهت إنذارًا للمستشفى وغيرها من المستشفيات تطلب فيه إخلاءَ تلك المستشفيات، إلا أنه تعذَّر الإخلاء كاملا. نفت إسرائيل استهدافَ المستشفى، زاعمةً أن الانفجار كان بسبب صاروخ أطلقته حركة الجهاد الإسلامي. وأصدرت الحركةُ بيانًا نفَت فيه الاتهامَ الإسرائيلي.

## خلفية
يعمل المستشفى مُنذ عام 1882، وقد أسسته جمعية الكنيسة الإرسالية التابعة لكنيسة إنجلترا، وأداره لاحقًا المذهب المعمداني الجنوبي كبعثة طبية بين عامي 1954 و1982. عادَ المستشفى تحتَ إدارة الكنيسة الأنجليكانية في الثمانينيات.
حاولت إسرائيل طرد الفلسطينيين في شمال القطاع من منازلهم، فكثفت قصفها طوال أيام على مُدن الشمال والوسط لإجبار السكان على النزوح نحو مناطق الجنوب. استقبلَ مستشفى المعمداني المئات من النازحين الذين فرّوا من منازلهم بسببِ السياسات الإسرائيلية في تهجيرهم عمدًا، ورغم كونه مشفى ومعروفةٌ إحداثياته فقد تعرّض لقصفٍ إسرائيلي جانبي في وقت متأخر من يوم 14 أكتوبر/تشرين الأول ما أدى إلى إصابة 4 من موظفي الفناء.
استمرَّت الغارات الإسرائيلية على مناطق قريبة جدًا من المستشفى، ما دفعَ آلاف النازحين للفرار منه هو الآخر، فالمشفى كان يؤوي حوالي 6,000 نازح ثم بعد وصول الضربات الإسرائيلية للمناطق القريبة منه فرَّ الكثير وظلَّ حوالي 1000 من النازحين يحتمون في الفناء.
أمرت إسرائيل قبل ساعات قليلة من المجزرة بإخلاء 21 مستشفى في غزة، بما في ذلك المستشفى المعمداني، لكن موظفي المشفى وسكان المنطقة رفضوا الاستجابة إلى الدعوى الإسرائيلية التي تهدف لتهجيرهم من مدنهم قسرًا.

## المذبحة
أقدمت طائرات المحتَل الإسرائيلي بعد السابعة مساءً بالتوقيت المحلّي (جرينتش +03) على الإغارة وبشكل عنيف جدًا على حي الزيتون و‌الشجاعية، ثم عاودت الطائرات الحربية غارة قوية جدًا لكنها استهدفت هذه المرة ساحة مستشفى المعمداني الأهلي، والذي كان قد استقبلَ طوال الأيام الماضيّة مئات النازحين المدنيين عدى عن مئات آخرين من المرضى والجرحى وغيرهم. كانت الضربة الجوية الإسرائيليّة قوية جدًا وأظهر مقطع فيديو انتشرَ على وسائل التواصل الاجتماعي وبثته قنوات عربية ودوليّة حجم الغارة التي طالت المشفى وما أعقبها من انفجار ضخم هزّ كامل المناطق المحيطة بموقع الضربة فضلًا عن ألسنة اللهب التي لم تهدأ. كان من الواضح أنّ الضربة قوية جدًا وأنها استهدفت وبشكل متعمّد مستشفى المعمداني وسط مدينة غزة المعروفة إحداثياته أساسًا لدى قوات الاحتلال الإسرائيلي.
سارعت سيارات الإسعاف لموقع المذبحة التي ارتكبتها إسرائيل وحاولت التعامل مع الضحايا على قيدِ الحياة تاركةً الجثث ملقاة في جميعِ الأماكن لعدم قدرة الإسعاف الفلسطيني على التعامل مع كلّ هذا العدد من ضحايا الإرهاب الصهيوني. أشارت التقديرات الأولية إلى مقتل ما بين 200 إلى 300 مدنيٍّ فلسطيني في القصف الإسرائيلي الذي تعمَّد استهداف مستشفى المعمداني الممتلئ عن آخره بالمدنيين النازحين وبضحايا الغارات الإسرائيليّة. تصاعدَ عدد الضحايا بشكل كبير بسبب الموقع المستهدَف وعدد المدنيين ممن كانوا داخله، حيث أعلنت وزارة الصحة في غزة في مؤتمر صحفي في المستشفى من بين جثامين الشهداء عن «استشهاد أكثر من 500 فلسطيني في قصفِ الاحتلال لمستشفى الأهلي المعمداني»، وما عقّد الأمور أكثر هو انقطاع الكهرباء بشكل كامل عن مستشفى الشفاء بسببِ الحصار الإسرائيلي وهو المشفى الذي وصل له العشرات من ضحايا المجزرة الإسرائيليّة.
خرجَ المدير العام لوزارة الصحة في قطاع غزة في تصريحاتٍ صحفيّة شرحَ فيها بعضًا من تفاصيل هذه المجزرة الإسرائيليّة، حيث أكّد بدايةً أنّ المستشفى المعمداني لم يُستهدف مطلقًا وبشكل مباشر في الحروب السابقة مضيفًا أنّ هذا المشفى كان يُعتبر ملاذًا آمنًا لسكان القطاع. شرحَ المدير العام كيف أنّ فرق الإنقاذ وجدت صعوبة في التعرف على جثث الضحايا مؤكّدًا أن كل الضحايا حرفيًا من المدنيين، لافتًا إلى أن إحداثيات المستشفيات تُسلم للجنة الدولية للصليب الأحمر التي تُسلّمها بدورها للاحتلال الإسرائيلي تفاديًا لارتكابِ مجازر في حقّ المستشفيات ومن فيها. أقامَ وكيل وزارة الصحة في غزة مؤتمرًا صحافيًا هو الآخر وفيه أعلن وبصريح العبارة أنّ الاحتلال كان قد هدَّد إدارة مستشفى المعمداني لإخلائه قبل المجزرة الوحشيّة.

## الرد الفلسطيني
سدّدت سرايا القُدس الذراعُ العسكري لحركة الجهاد في تمام التاسعة مساءً، التي تُعرف باسمِ تاسعة البهاء، ضربةً صاروخية نحو مستوطنتي أسدود و‌عسقلان ردًا على مجازر الاحتلال بحقّ المدنيين. ردّت كتائب الشهيد عز الدين القسام هي الأخرى بتوجيه رشقة صاروخيّة نحو قاعدة رامون الجوية ردًا على المجزرة الإسرائيلية، كما أطلقت صواريخ أخرى صوبَ مدينة تل أبيب التي سُمعت أصوات انفجارات ضخمة في سمائها ناجمة عن محاولات القبة الحديدية اعتراض صواريخ المقاومة.

## تداعيات

### احتجاجات الضفّة الغربية
مباشرة بعد المجزرة الإسرائيلية في حقِّ المدنيين الفلسطينيين في مستشفى المعمداني، أعلنت مساجد مدينة جنين في الضفة الغربية النفير داعيةً شباب وأهالي المدينة لنصرة غزة، وما هي إلّا دقائق حتى تجمّع عشرات الشباب الفلسطيني تلبيةً للنداءات، لكنّ أجهزة السلطة الأمنية والتي لها تاريخٌ طويلٌ في العمالة مع إسرائيل كما ترى فصائل فلسطينية أخرى قمعت المسيرة التي خرجت أساسًا للتنديد بقصفِ الاحتلال للمستشفى. لم تكتفِ أجهزة الأمن الفلسطينية بقمعِ المسيرة فحسب، بل استعملت الرصاص الحيّ لمنع زحف الشباب نحو نقاط حسّاسة، وأظهرت مقاطع فيديو صوّرها نشطاء في عينِ المكان استعمال أفراد هذه الأجهزة المسلّحين بالمسدسات والسلاح المتوسّط، حيث سُمعت أصوات إطلاق نار بشكل عشوائي قبل أن تُصيب رصاصة أحدهم متظاهرًا فلسطينيًا حمله شباب آخرين في المسيرة للمشفى، ثم أُصيبت طفلة برصاص السلطة الفلسطينية.
استمرّت الدعوات للإضراب الشامل في كل مدن الضفة الغربية وشلّ كافة مناحي الحياة والتوجه نحو مناطق التماس والاشتباك مع الاحتلال، كما ارتفعت دعواتٌ للإضراب الشامل والكلّي والنفير العام في مدينة القدس المحتلّة، رفضاً لجرائم الاحتلال في غزة وتنديدًا بالمجزرة التي طالت المدنيين العُزّل في مستشفى المعمداني. سُرعان ما تُرجمت كل هذه الدعوات وفي غضون دقائق قليلة لتحركات على الأرض وخاصة في كل من جنين والقُدس المحتلّة ثم مدينة الخليل التي شهدت اشتباكًا مسلحًا مع الجنود المحتلّين عند مدخل بيت أمر. تواصلت الدعوات للنفير حينما دعت القوى الوطنية والإسلامية في الضفة الغربية إلى النفير والاشتباك مع الاحتلال معلنةً أنّ يوم الأربعاء الموافق 18 تشرين الأول/أكتوبر 2023 يوم إضراب شامل تُعطّل فيه كل مناحي الحياة.

### المظاهرات الغاضبة
عمت مظاهرات الغضب والتنديد بالمجزرة عديد الميادين والساحات العربية والعالمية طوال السويعات التي تلت المجزرة، وشهدت المخيّمات الفلسطينية في لبنان مسيرات غاضبة راجلة جابت شوارع مخيمات عين الحلوة بصيدا والمية مية وبرج البراجنة ببيروت ونهر البارد بطرابلس اللبنانية شارك فيها اللبنانيون والفلسطينيون على حد سواء، وتجمَّعت الحشود الغاضبة عند حي الطريق الجديدة الملاصق لمخيمي صبرا وشاتيلا اعتراضًا على المجزرة في دلالةٍ على استمرار الاحتلال في مجازره. خرجت الجماهير التونسية هي الأخرى شكل عفوى إلى ميادين صفاقس المنستير والقيروان تنديدًا بـ «الإبادة» فيما احتشد مئات التونسيون أمام منزل السفير الفرنسى في شارع الحبيب بورقيبة وسط العاصمة التونسية مطالبين بوقف المجازر الإسرائيلية وطرد السفير الفرنسي الداعم لإسرائيل. تجمع مئات الليبيون أيضًا وسط العاصمة طرابلس في مظاهرة غضب ومنها اتجهوا صوب السفارة الإيطالية منتقدين التواطؤ العربي، أما غربًا في مصراتة فقد تجمهر المئات بالقربِ من قاعدة الكلية الجوية حيث تتواجد القوات الإيطالية مطالبين بطردها من البلاد خاصّة وأنّ إيطاليا ومعها أغلبُ الدول الأوروبيّة في صفِّ الاحتلال. رفعت الولايات المتحدة⁩ مستوى التحذير من السفر إلى لبنان إلى اعلى درجة وسمحت بمغادرة عائلات ديبلوماسييها وبعض الموظفين غير العاملين في حالات الطوارئ، فيما طلبت إسرائيل من رعاياها مغادرة تركيا على الفور بعد الاحتجاجات الكبيرة التي اندلعت في محيطِ السفارة الإسرائيليّة. المشاهِد الأبرز كانت من الأردن التي تجمعها حدودٌ مع الضفة الغربية ومعَ فلسطين المحتلّة (إسرائيل)، والتي حاولَ فيها متظاهرون غاضبون اقتحام سفارة الاحتلال في العاصمة عمان، لكنّ الشرطة الأردنية منعتهم من ذلك عبر استعمالِ القنابل المسيلة للدموع ثمّ طردتهم من محيط السفارة.

### إلغاء القمة الرباعية
كان من المزمع عقدُ قمّة رباعية في العاصمة الأردنية عمان في اليوم الموالي للمجزرة (18 أكتوبر 2023) تجمعُ بين العاهل عبد الله بن الحسين ورئيس السلطة الفلسطينية محمود عباس والرئيس المصري عبد الفتاح السيسي إضافةً للرئيس الأمريكي جو بايدن لـ «بحث تطورات الحاصلة في قطاع غزة»، لكنّ قرر الأردن إلغائها. شرحَ وزير الخارجية الأردني في وقتٍ لاحقٍ موقف دولته بالقولِ إنّ «القمة ستُعقد حين يكون قرارها وقف الحرب ووقف هذه المجازر».

## الدعاية الإسرائيلية
لدى إسرائيل باعٌ طويلٌ في الدعاية وفي التلفيق ومحاولات التملّص وليس آخرها مجزرة جباليا في 6 آب/أغسطس 2022 حينما قتلت 5 أطفال في غارة جويّة ثم حمّلت حركة الجهاد المسؤولية ونشرت مقطع فيديو زعمت أنه يُؤكّد ذلك، لكن تحقيقًا معمّقًا من قناة الجزيرة كشف العكس ومثله تحقيقٌ آخر عبري بل إنّ صحيفة هآرتس الإسرائيلية سرَّبت نتائج التحقيق الداخلي الذي قام به الجيش والذي خلص إلى أنّ المسؤول عن المجزرة هي إسرائيل نفسها. وبالمثل فلم تمرّ سويعات قليلة بُعيد هذه المجزرة حتى اتهمَ رئيس الوزراء الإسرائيلي بنيامين نتنياهو الفصائل الفلسطينية في غزة بقصفِ المستشفى المعمداني، وبعد تضاربٍ في التصريحات بين أذرع إسرائيل الإعلامية الرسمية خرجَ جيش الاحتلال ليقول أن «تحليلاته تُشير إلى أن تنظيم الجهاد مسؤولٌ عن عملية إطلاق فاشلة للصواريخ أصابت المستشفى». نفت حركة الجهاد الإسلامي كل الاتهامات الإسرائيلية ومحاولات التملّص، مؤّكدة على «أنها ولا باقي فصائل المقاومة تستخدمُ دور العبادة أو المنشآت العامة ولا سيما المستشفيات كمراكز عسكرية أو مراكز لتخزين الأسلحة أو لإطلاق الصواريخ»، وختمت بيانها الذي جاء على لسان الناطق باسمِ الحركة بالقولِ إنّ «العدو يردد هذه الأكاذيب لتبرير استهدافه لهذه المراكز وعلى رأسها المستشفيات».
اعترفَ المتحدث باسم جيش الاحتلال بقصف مرآب مستشفى المعمداني في تضاربٍ جديدٍ للرواية الإسرائيليّة التي نفت استهداف المشفى أو جوانبه بالمطلق، لكنه زعمَ أنّ الاستهداف لم يتسبب بإصابات مباشرة للمستشفى. نشر المتحدث ما قال إنها مكالمة صوتيّة جرى اعتراضها بين عضوين في حماس يتحدثان حول موضوع المجزرة، وفي التسجيل الصوتي الذي روَّجت له إسرائيل يقول الأول للثاني إن الصاروخ ربما من صنعِ حركة الجهاد وسقطَ عن طريق الخطأ من طرفها، ومع ذلك فقد تعرّض هذا التسجيل للكثير من الانتقادات خاصة طريقة الحديث المرتبة والمنظمة، حيث ينتظر المتصل الأول نظيره الثاني حتى ينتهي من جملته بالكامل ليبدأ هو ثم ينتظر الطرف الآخر بنفس الطريقة وهكذا، فضلًا عن الهدوء الذي وُصف بالغريب في المكالمة رغم أنّ حصول مجزرة بهذا الحجم هو موضوعٌ جلل.
استغلّت إسرائيل مقطع فيديو صُوّر قُبيل لحظات من المجزرة يُظهر صواريخ الفصائل الفلسطينية وهي تنطلق من القطاع ثم وصلت الغلاف الذي تُسيطر عليه إسرائيل قبل أن يُسقطها أحد صواريخ القبة الحديدية وحاولَت وسائل إعلام تتبعُ لإسرائيل بشكل مباشر أو داعمة لها بشكل كلّي القول إنّ هذا المقطع دليلٌ على فشل الصاروخ في الخروج من غزة وسقوطه على المشفى. تعرّضت هذه الرواية هي الأخرى للدحض خاصة بعدما انتشر مقطع فيديو من كاميرا مراقبة في مستوطنة نتيف هعسراه يُظهر كيف مرّت الرشقة الصاروخية الفلسطينية بنجاح أما الانفجار الذي تلاها فقد كان ناجمًا عن اعتراضِ القبّة الحديدية لتلك الرشقة.
لم تعتمد الدعاية الإسرائيليّة على الصحافة الصفراء فحسب أو على حسابات غير رسميّة تحظى بعددٍ كبيرٍ من المتابعين، بل وصلَ الأمر إلى الحسابات الرسمية من خلال نشر معلومات مضللة وزائفة ثمّ التراجعِ عنها بعد كشفها، فعقبَ المجزرة مباشَرة نشر حساب الدولة الإسرائيلية الرسمي تغريدة على موقع تويتر على شكل بيانٍ مرفقٍ بمقطع فيديو زعمَ فيه أنّ المجزرة ناجمة عن صاروخٍ فلسطيني انطلقَ من القطاع. حقَّقَت عددٌ من المنصات في مقطع الفيديو الذي نشره الحساب الإسرائيلي الرسمي بما في ذلك فريق التحقيقات المرئية في صحيفة نيويورك تايمز والذي اكتشفَ أن تاريخ تصوير المقطع الذي نشره الحساب الإسرائيلي سبقَ وقوع المجزرة بنحو 40 دقيقة على الأقل. سُرعان ما انقلبت هذه الدعاية الإسرائيليّة الكاذبة على مروّجها فبدأت الصحف في تداولها وتداول التضليل الذي رافقها قبل أن يُعَدِّلَ الحساب الرسمي التغريدة حيث حذف مقطع الفيديو مكتفيًا بالبيان الكتابي، وبرّر الحساب هذا التضليل بالقول إنّ المقطع يخصُّ وزارة الخارجية الإسرائيلية ونُشر مع البيان عن طريق الخطأ. جديرٌ بالذكرِ هنا أنه ومباشرة بعد المجزرة، حذف مكتب رئيس الحكومة الإسرائيلية بنيامين نتنياهو، تغريدة على منصة إكس على شكل اقتباسٍ من خطاب نتنياهو أمام الكنيست الإسرائيلي يوم 16 أكتوبر وفيها وصفَ صراع إسرائيل مع حماس على أنه «صراعٌ بين أطفال النور وأطفال الظلام، بين الإنسانية وشريعة الغاب».
فيما شككت صحيفة نيويورك تايمز في الرواية الإسرائيلية مؤكدة أن النظرة الفاحصة لمقطع الفيديو الصاروخي الذي استشهدت به إسرائيل لا يثبت روايتهم. وبناءً على ما جاء في موقع DW (إذاعة صوت ألمانيا) بتاريخ 31 أكتوبر 2023 «أن الصاروخ الذي أصاب المستشفى لم يأت من داخل جنوب غرب غزة كما يدعي الجانب الإسرائيلي».

## تقديرات الدول الغربية

### الولايات المتحدة
وصل الرئيس الأمريكي جو بايدن مدينة تل أبيب في صبيحة يوم 18 تشرين الأول/أكتوبر 2023 وذلك بعد ساعات قليلة من مجزرة المعمداني في زيارة مرتبة منذ عدّة أيام لتقديم ما سمَّاها «المساعدة والدعم للشعب الإسرائيلي». عقدَ الرئيس الأمريكي جلسة صحفيّة مع نتنياهو وفيها قالَ إنّ حماس ارتكبت ما سمَّاها «فظائع» في إسرائيل، ثم أيَّد وبشكل صريح الرواية الإسرائيلية بخصوص مجزرة مستشفى المعمداني رغم صدور تقارير عربيّة وفلسطينيّة من موقع الحدث تؤكّد وقوفِ إسرائيل خلف المذبحة مقابل تقارير غربيّة تنفي الفلسطينية. عبَّر بايدن عن حزنه وغضبه بشأن ما سمَّاه «الانفجار» في المستشفى، وأضاف: «يبدو أن الجانب الآخر وراء ذلك وليس أنتم». أشارَ بايدن إلى ما أسماها من جديدٍ مصادر استخباراتية في البنتاغون والتي زعمت أن الانفجار نجم عن خطأ في إطلاق صاروخ من حركة الجهاد الإسلامي الفلسطينية. لقد استمرَّت أمريكا الحليف الأول لإسرائيل وداعمتها الأكبر في تبنّي الرواية الإسرائيلية وفي دحض وتجاهل السردية الفلسطينية بالمطلق، حيثُ صرحت أدريان واتسون المتحدثة باسم مجلس الأمن القومي الأمريكي، أنه «بينما نواصل جمع المعلومات، فإن تقييمنا الحالي بناءً على تحليل الصور الجوية والاعتراضات والمعلومات مفتوحة المصدر، هو أن إسرائيل ليست مسؤولة عن الانفجار»، واتفق معها مسؤولون آخرون في المخابرات الأمريكية، رغم اعترافهم بأنّ التحليل ما زال أوليًا وأن التحقيقات مستمرّة.

### المملكة المتحدة
ذكر رئيس الوزراء ريشي سوناك، في 23 أكتوبر، أمام البرلمان إن «الحكومة البريطانية ترى أن الانفجار ناجم على الأرجح عن صاروخ أو جزء منه أطلق من داخل غزة باتجاه إسرائيل».

### فرنسا
صرحت مديرية المخابرات العسكرية الفرنسية في 20 أكتوبر 2023 «لا يوجد ما يسمح لنا بالقول إنها ضربة إسرائيلية، لكن (السيناريو) الأرجح هو أنه صاروخ فلسطيني تعرض لأمر ما عند إطلاقه».
فيما أعلنت يوم الخميس الموافق 26 أكتوبر 2023 صحيفة لوموند الفرنسية التشكيك في الرواية الإسرائيلية بشأن القصف الذي استهدف المستشفى الأهلي "المعمداني" في غزة. حيث تمكن فريق التحقيق التابع للصحيفة الفرنسية من تأكيد أن المقذوف الذي ظهر في بث قناة الجزيرة في الواقع أُطْلِقَ من إسرائيل وليس صاروخًا فلسطينيًا. كما أن هذا المقذوف أطلق من منطقة توجد فيها بطارية القبة الحديدية للاحتلال الإسرائيلي على بعد أقل من كيلومترين شرق مستوطنة ناحل عوز.

### إيطاليا
ذكر وزير الخارجية أنطونيو تاياني في 24 أكتوبر 2023: «يتعين علينا تجنب التأثير السلبي للحملات الدعائية لأن هذا الصاروخ الذي قيل إنه تسبب في مقتل 500 شخص لم يخلف سوى 50 (قتيلًا) في الواقع... ولم تكن إسرائيل هي من أطلقته».

## الحداد الوطني
أعلنت الحكومة اللبنانية حدادًا وطنيًا في اليوم الموالي للمجزرة حزنًا على «الشهداء والضحايا الذين يسقطون جراء المجازر والاعتداءات التي ترتكبها إسرائيل»، كما أعلن العراق بدوره «حدادًا على شهداء مجزرة مستشفى المعمداني». أعلن الرئيس إبراهيم رئيسي هو الآخر يوم حدادٍ عامٍ في كامل إيران. انضمَّت الأردن لقائمة الدول التي أعلنت الحداد فأعلنت بدورها الحداد 3 أيام على ضحايا المجزرة الإسرائيلية في مستشفى المعمداني بمدينة غزة، ومثلها فعلت مصر حيث أعلن الرئيس عبد الفتاح السيسي حالة الحداد العام في جميع أنحاء الجمهورية لمدة ثلاثة أيام «حدادًا على أرواح الضحايا الأبرياء في غزة»، فسوريا التي أعلنت هي الأخرى حدادًا وطنيًا لمدة 3 أيام.

## ردود الفعل

### محليًّا
- حركة الجهاد الإسلامي: أصدرت حركةُ الجهاد الإسلامي بيانًا مطوّلًا قالت فيه إنّ «المجزرة الآثمة التي ارتكبها العدو الصهيوني المجرم بحق المرضى والأطفال والنساء في ساحة المستشفى الأهلي العربي في مدينة غزة، هي أكبر تعبير عن همجية هذا الكيان المجرم والدموي والمصاب بعقد النازية». انتقدت الحركة عجز الحكومات العربية الذي وصفتهُ بالمخزي، واصفةً كيف فشلت هذه الحكومات في فرض ولو ممرٍ لإدخال المواد الغذائية والأدوية والإسعافات اللازمة للقطاع الذي فُرض عليه حصار شامل منذ عشرة أيام تقريبًا، ومؤكّدة على أن هذا الفشل هو دليلٌ على أن المنظومة العربية الرسمية باتت مهترئة حتى النخاع.[64]
- حماس: شددت الحركة على أنّ «المجزرة المروعّة التي نفذها الاحتلال الصهيوني في المشفى الأهلي العربي (المعمداني) وسط قطاع غزّة، وارتقى خلالها مئات الشهداء والجرحى والمصابين، أغلبهم من العائلات النازحة والمرضى والأطفال والنساء، جريمة إبادة جماعية تكشف مجدّدًا حقيقة هذا العدو وحكومته الفاشية وإرهابها، وتفضح الدعم الأميركي والغربي لهذا الكيان الاحتلالي المجرم». ولفتت في بيان، إلى أنّه: «على المجتمع الدولي والدول العربية والإسلامية تحمل مسؤوليتهم والتدخل الفوري، والآن وليس غداً... لوقف غطرسة الاحتلال وجيشه الفاشي، ومحاسبته على ما يقترفه من إبادة جماعية منذ أحد عشر يوماً» وأن الولايات المتحدة شريك بالهجوم.[65]

### عربيًّا
دول ليست لها علاقات مع الاحتلال الإسرائيلي
- الجزائر: أدانت الجزائر بشدة الهجوم المتعمد على مستشفى في قطاع غزة، من قبل قوات الاحتلال الذي أسفر عن مقتل مئات الضحايا والعديد من المصابين من أبناء الشعب الفلسطيني الشقيق، كما ناشدت المجتمع الدولي والمنظمات الإنسانية والضمير العالمي التدخل الفوري لوقف مثل هذه الأعمال الهمجية التي تنتهك وبشكل صارخ القانون الدولي الإنساني وأبسط القيم الإنسانية.[66]
- الكويت: عبّرت وزارة الخارجية الكويتية عن إدانة دولة الكويت واستهجانها الشديدين للقصف الوحشي على المستشفى من قبل قوات الاحتلال الإسرائيلي.[67][68]
- قطر: أدانت دولة قطر بأشدّ العبارات قصف القوات الإسرائيلية لمستشفى الأهلي المعمداني واصفةً إياه بـ «المجزرة الوحشية».[69][70]
- العراق: أعلن العراق يوم الثلاثاء، حالة الحداد الرسمي لمدة 3 أيام في أنحاء البلاد "إكرامًا للأرواح البريئة التي سقطت ضحية الصمت الدولي قبل أن تسقط ضحية لنار العدوان الهمجي".[71] كما ادان العراق على لسان المتحدث الرسمي عن الحكومة الاتحادية باسم العوادي قصف مستشفى المعمداني، وصفاً أيه بانه استمرار لجرائم الصهيونية المتكررة بحق أبناء شعبنا الفلسطيني[72]
- سوريا: أكدت الجمهورية العربية السورية أن المجزرة عمل وحشي يعبّر عن مستوى حقد الكيان المحتل والتي تذكر العالم بالجرائم التي قام وتأسس عليها هذا الكيان، محملة المسؤولية للولايات المتحدة الأمريكية والدول الغربية.[73]
- السعودية: أدانت المملكة العربية السعودية بأشد العبارات الجريمة الشنيعة التي ارتكبتها قوات الاحتلال الإسرائيلي بقصفها مستشفى الأهلي المعمداني في غزة، وقالت: «إن هذا التطور الخطير يفرض على المجتمع الدولي التخلي عن إزدواجية المعايير والانتقائية في تطبيق القانون الإنساني الدولي عندما يتعلق الأمر بالممارسات الإسرائيلية الإجرامية»، كما طالبت بضرورة فتح ممرات آمنة فورًا تلبية لنداء الاستغاثة التي أطلقتها الدول والمنظمات الدولية؛ وذلك لإيصال الغذاء والدواء للمدنين المحاصرين في غزة.[74][75]
- ليبيا: أدانت وزارة الخارجية بحكومة الوحدة الوطنية جرائم الإبادة الجماعية التي ارتكباها الاحتلال الإسرائيلي، معتبرة القصـف الإسرائيلي المتعمـد للمستشفى جريمة حرب وفـق القانـون الدولي يجب أن يعاقَب مرتكبيها.[76][77]

دول تحتفظ بعلاقات مع الاحتلال الإسرائيلي
- مصر: أدانت جمهورية مصر العربية بأشد العبارات، في بيان صادر عن وزارة الخارجية مساء يوم الثلاثاء 17 أكتوبر الجاري، القصف الإسرائيلي لمستشفى الأهلي المعمداني في قطاع غزة.[78][79]
- المغرب: أعلنت وزارة الشؤون الخارجية، أن المملكة المغربية تدين بشدة قصف القوات الإسرائيلية مستشفى المعمداني في قطاع غزة وما خلفه من ضحايا بالمئات من بين الجرحى والمصابين.[80][81]
- الإمارات العربية المتحدة: أدانت الإمارات العربية المتحدة الهجوم الإسرائيلي على مستشفى الأهلي المعمداني في غزة ودعت إلى وقفٍ فوري لما سمَّته «العُنف».[82][83]

### دوليًّا
- أفغانستان: أدانت وزارة الخارجية الأفغانية (طالبان) الاعتداء الإسرائيلي على المستشفى الأهلي في غزة، ووصفته بأنه جريمة ضد الإنسانية. وجاء بالبيان: «ندين بشدة الاعتداء على المستشفى الأهلي في غزة من قبل القوات الصهيونية، ونعتبر هذا العمل جريمة». وإنه إذا لم تتوقف الهجمات الإسرائيلية على غزة، فإن الوضع في المنطقة سيصبح أكثر توتراً وسيؤدي ردها إلى الإضرار بالمنطقة والعالم. وقالت: «نحن متناغمون مع الفلسطينيين ومع تلك الدول والمؤسسات التي تمنع بشكل عاجل الإبادة الجماعية المستمرة وتطالب بتقديم المجرمين إلى العدالة».[84]
- بنغلاديش: أدانت رئيسة الوزراء بالبلاد الشيخة حسينة الهجوم الإسرائيلي على المشفى وكررت دعوتها لزعماء العالم لوقف الحرب وسباق التسلح من أجل رفاهية البشرية. وقالت: «أحث زعماء العالم على وقف الحرب وسباق التسلح». وأن الحروب وسباقات التسلح لم تجلب الرفاهية للبشرية إلا الدمار، وأن النساء والأطفال هم أشد المتضررين من مثل هذه الصراعات. وتابعت: «نريد السلام لأنه يعطي الرخاء بينما الحرب تجلب الدمار. لذلك لا نريد الحرب... نعمل دائما على إحلال السلام».[85][86]
- باكستان: أدانت وزارة الخارجية الباكستانية بأشد العبارات «الجريمة البشعة التي نفذها جيش الاحتلال الصهيوني على مستشفى المعمداني بغزة، والتي أدت إلى استشهاد وإصابة المئات من المرضى والجرحى العزل» وذكرت في بيان: إن الهجوم على المستشفى كان غير إنساني وغير مبرر، حيث لجأ المواطنون لتلقي العلاج في حالات الطوارئ. وقال إن مهاجمة مراكز سكنية ومنشآت مدنية يعد انتهاكا للقوانين الدولية ويعادل جرائم حرب. وحثت المجتمع الدولي على اتخاذ الإجراءات اللازمة لإنهاء القصف الإسرائيلي والحصار على غزة».[87]
- إيران: أدانت وزارة الخارجية على لسان المتحدث الرسمي بأشد العبارات «الجريمة البشعة التي نفذها الكيان الصهيوني بهجومه على مستشفى المعمداني في غزة» ووصفت هذا العمل بأنه «جريمة حرب وحشية وإبادة جماعية» وأضافت: «إن النظام الصهيوني، في استمراره في جرائمه المشينة ضد الأمة الفلسطينية، بارتكاب هذه الجريمة البشعة والمروعة، أظهر مرة أخرى شراسته الوحشية»، لقد أظهر وأثبت للعالم أجمع أنه ليس لديه أدنى التزام بمبادئ وقواعد القانون الدولي أثناء الحرب، وأعربت عن تعاطف حكومة وشعب إيران العميق مع الشعب الفلسطيني والمقاومة، وخاصة عوائل شهداء هذه الجريمة النكراء، وأضاف: «ولا شك أن دماء شهداء هذا الحادث المظلوم ستعزز عزيمة وإرادة الشعب الفلسطيني المقاوم والمجاهد في وقوفه من أجل تحرير أرضه من وجود الغزاة الأكثر عقائدية». وأكد «أنه من المنتظر أن يقوم المجتمع الدولي، وخاصة الأمم المتحدة ومجلس الأمن التابع لهذه المنظمة، بمسؤوليته الدولية في سرعة التحقيق في أبعاد جريمة الحرب هذه ومحاكمة المجرمين الصهاينة» (على حد وصفه).[88][89]
- تركيا: قال الرئيس التركي رجب طيب أردوغان في منشور على موقع X: «إن قصف مستشفى يوجد فيه نساء وأطفال ومدنيون أبرياء هو أحدث مثال على هجمات إسرائيل الخالية من القيم الإنسانية الأساسية» وأضاف «أدعو البشرية جمعاء إلى اتخاذ إجراءات لوقف هذه الوحشية غير المسبوقة في غزة».[90] وأعلنت تركيا الحداد لمدة ثلاثة أيام على ضحايا انفجار الاهلي العربي في غزة.[91]
- ماليزيا: قال رئيس الوزراء أنور إبراهيم إن «قصف مستشفى في قطاع غزة عمل مجنون وغير إنساني» وأضاف أن «الأزمة الفلسطينية الإسرائيلية تجاوزت الحد ويجب أن تتوقف على الفور، ومهما كانت الاتهامات فقد أدت إلى هجمات وحروب، ولهذا السبب نقول أنه يجب أن يتوقف» وأضاف: «إذا استمر الأمر، فسيكون الضحايا من النساء والأطفال والمرضى، لقد وصل هذا بالفعل إلى مستوى الجنون المحض واللاإنسانية».[92] بينما قال رئيس الوزراء الأسبق الدكتور مهاتير محمد «إن العمل اللاإنساني الذي قامت به إسرائيل بمهاجمة المستشفى يظهر بوضوح أن الصهاينة ارتكبوا وحشية غير عادية ضد الشعب الفلسطيني» وأصر على «أن تصرفات النظام الصهيوني كانت ضد القانون الدولي الذي لا يسمح بمهاجمة المستشفيات أو المراكز الطبية أثناء الحرب» وأضاف «هذا شكل غير عادي من الاستبداد الذي ارتكبه الصهاينة الإسرائيليون المتوحشون».[93]
- إندونيسيا: قالت وزارة الخارجية الإندونيسية في منشور على موقع 𝕏 إن «الهجوم الإسرائيلي يمثل انتهاكًا واضحًا للقانون الإنساني الدولي»، وجاء في بيان الوزارة أن «الظلم ضد الشعب الفلسطيني مستمر منذ فترة طويلة وما زال يحدث حتى اليوم» وأنه «لقد حان الوقت للعالم أن يعطي الأولوية لتحقيق السلام العادل لفلسطين».[94]
- كوريا الشمالية: اتهمت وزارة الخارجية الكورية الشمالية إسرائيل علناً بقصف مستشفى في قطاع غزة في 17 تشرين الأول/أكتوبر، معتبرة أن هذا العمل يشكل جريمة حرب «تحت رعاية غير مقنعة من الولايات المتحدة»، وفي تعليق نشرته وكالة الأنباء المركزية الكورية، ألقى المتحدث باسم الوزارة باللوم أيضًا على الولايات المتحدة «لإعطاء إسرائيل الضوء الأخضر لقتل الفلسطينيين دون مقابل من خلال توفير الأسلحة والدعم العسكري، بما في ذلك نشر حاملات الطائرات في غرب آسيا». وقال المتحدث «إن ذلك يظهر أن الولايات المتحدة شريك في الجريمة يتآمر ويشجع الإبادة الجماعية الإسرائيلية».[95]
- كندا: قال رئيس الوزراء الكندي جاستن ترودو إن الغارة الإسرائيلية على مستشفى في قطاع غزة «مروعة وغير مقبولة على الإطلاق» واصفًا ما جرى بـ «الأمر الفظيع وغير المقبول» ومطالبًا باحترامِ القوانين الدولية لحقوق الإنسان في جميع الأوقات.[96]